# Стеклянный дом (Будапешт)

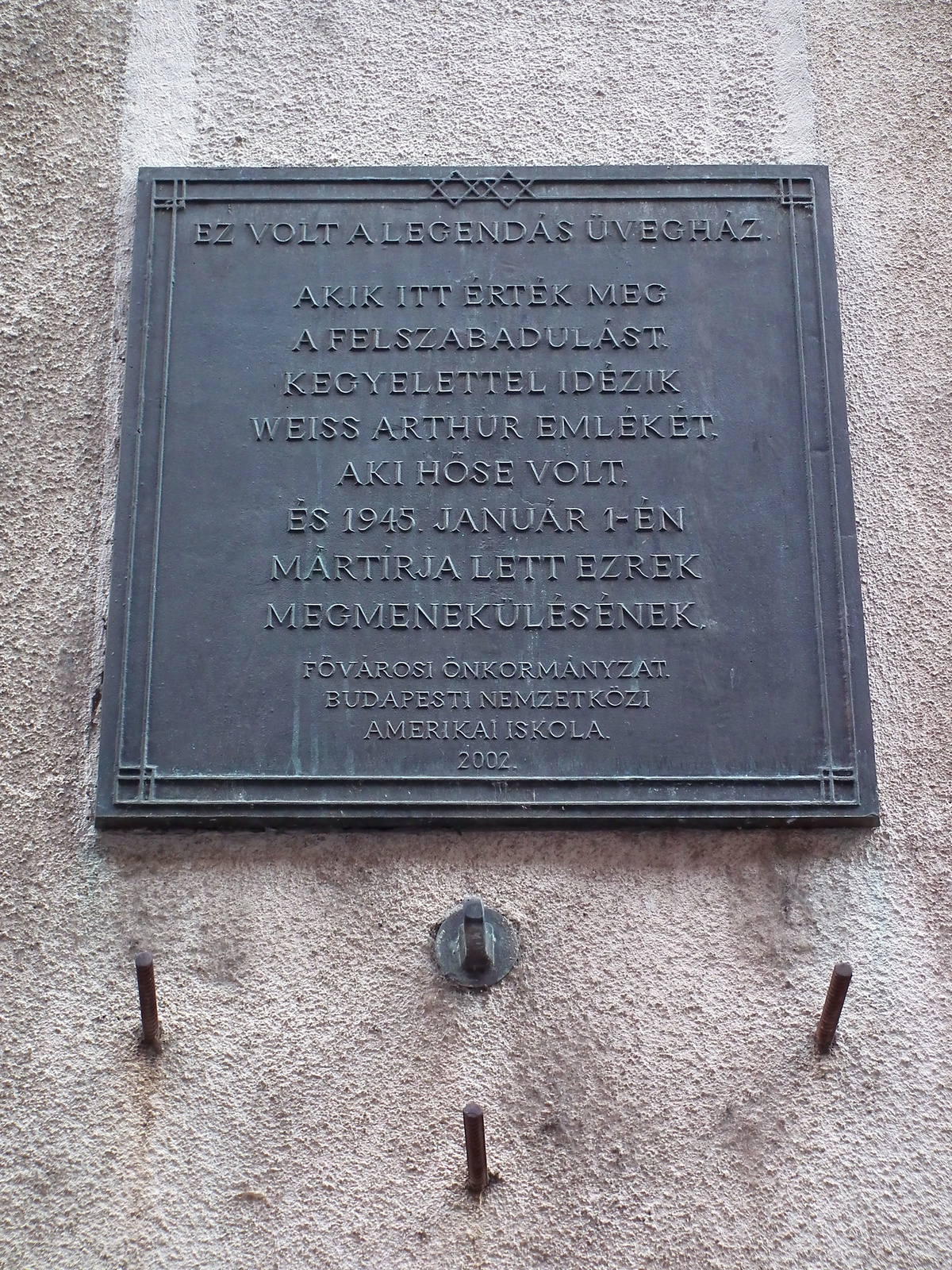
Мемориальная доска на месте «Стеклянного дома»

Стеклянный дом (венг. Üvegház) — здание, которое использовал швейцарский дипломат Карл Лутц для помощи евреям в Будапеште во время Холокоста.

## Во время Холокоста
В свое время около 3 000 евреев нашли убежище в «Стеклянном доме» и в соседнем здании от большого количества венгерских фашистов, антисемитов и нацистов. «Стеклянный дом» также имел более широкое влияние, поскольку использовался в качестве штаб-квартиры еврейского молодёжного подполья, что спасло множество жизней.
Здание, в котором когда-то находился стекольный завод, расположено на улице Вадаш, 29, недалеко от базилики Святого Стефана и парламента Венгрии.
Карлу Лутцу принадлежит заслуга в спасении жизни 62 000 евреев от Холокоста путем выдачи «охранных свидетельств» — дипломатического средства спасения жизни. Кроме того, он помог 10 000 еврейских детей эмигрировать в Израиль после того, как в 1942 году возглавил отдел иностранных интересов Швейцарии в Будапеште. К 1944 году Лутц представлял интересы 12 стран, помимо Швейцарии, включая Соединенные Штаты.

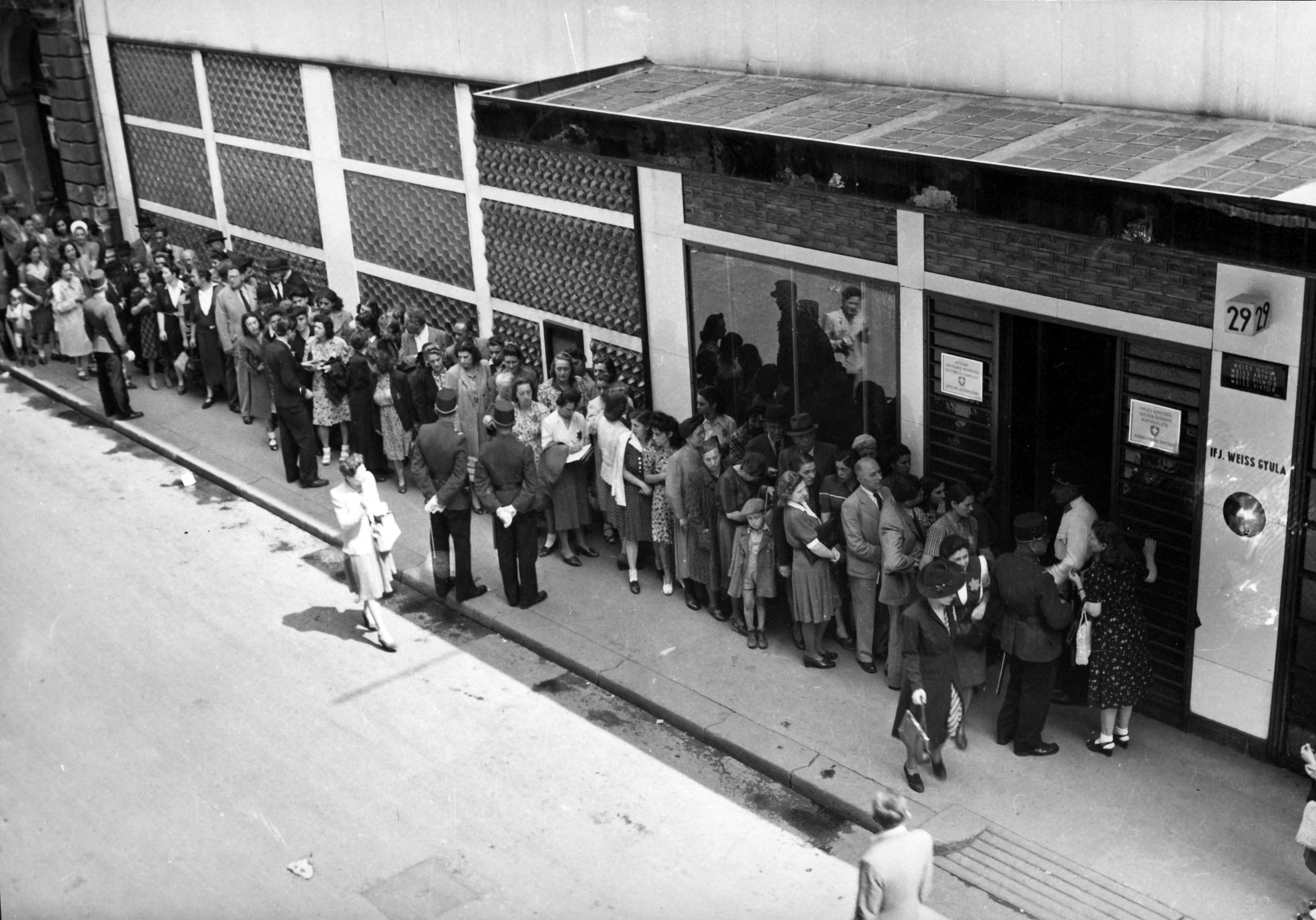
Евреи стоят в очереди у «Стеклянного дома», Будапешт, 1944 год

Лутц родился в Швейцарии в 1895 году и в возрасте 18 лет эмигрировал в США, где ему предстояло прожить более 20 лет. Назначенный в 1942 году вице-консулом Швейцарии в Будапеште, Лутц вскоре начал сотрудничать с Еврейским агентством, выдавая швейцарские документы, позволяющие еврейским детям эмигрировать. Когда в 1944 году нацисты захватили Будапешт и начали депортировать евреев в лагеря смерти, Лутц заключил специальную сделку с венгерским правительством и нацистами: он получил разрешение выдать 8000 венгерских евреев сертификаты для эмиграции в Палестину.
В сотрудничестве с Миклошем «Моше» Краушем, Лутц намеренно неправильно истолковал разрешение для 8000 человек как относящееся к семьям, а не к отдельным лицам, и приступил к выдаче десятков тысяч дополнительных охранных свидетельств, все из которых имели номера от 1 до 8000. Он также создал около 76 конспиративных квартир вокруг Будапешта, объявив их находящимися под швейцарской защитой. Среди этих убежищ наиболее известным был «Стеклянный дом», где нашли убежище и защиту от своих преследователей более 3 000 евреев.
После войны Лутц сначала получил выговор за то, что превысил свои полномочия, но в 1957 году был оправдан. В 1961 году он вышел на пенсию.
За то, что он, рискуя жизнью, помогал евреям во время Холокоста, Лутц в 1964 году стал первым гражданином Швейцарии, получившим звание «Праведника народов мира».
Лутц умер в Берне в 1975 году.

## Память

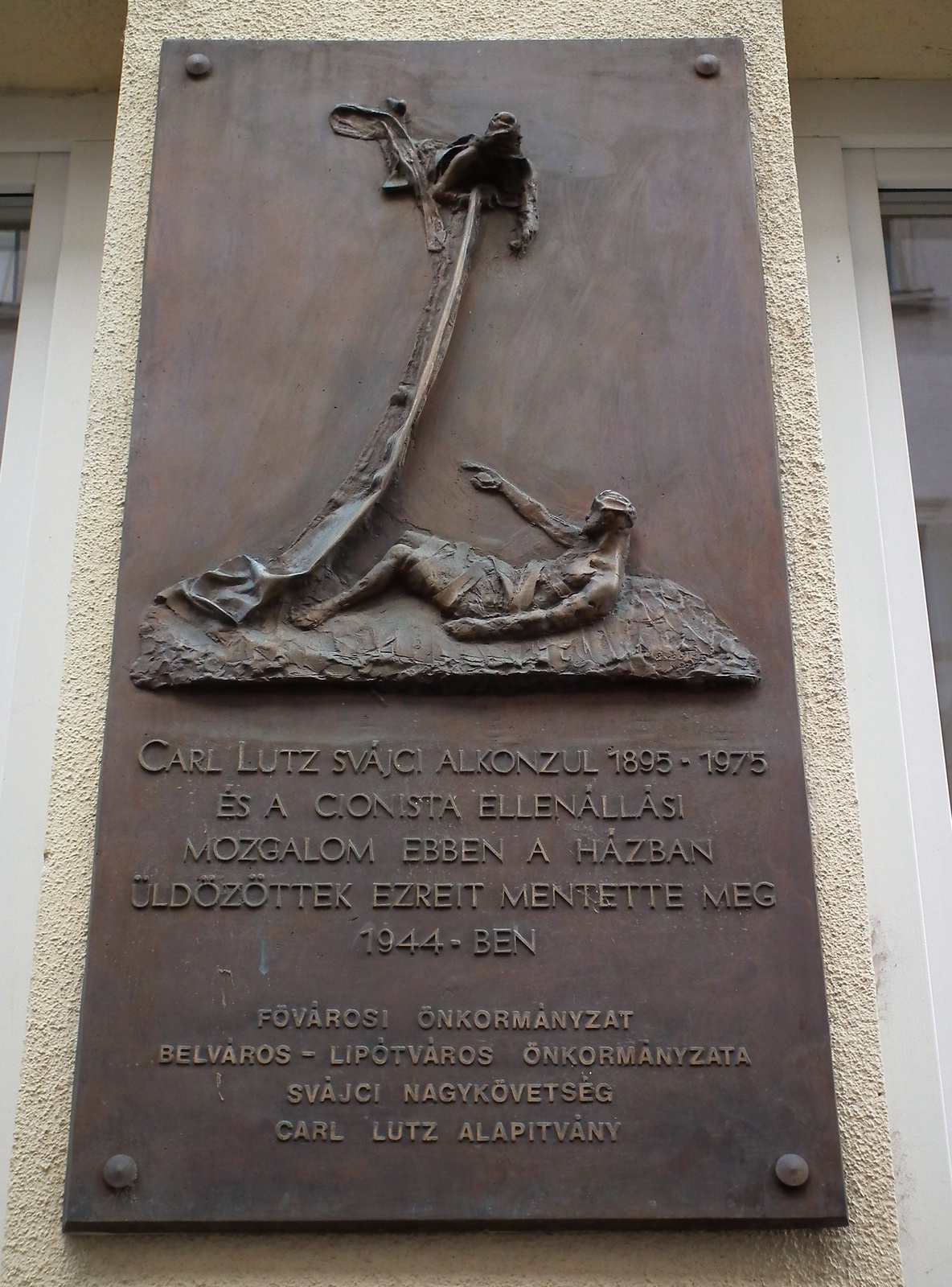
Мемориальная доска Карлу Лутцу

Стеклянный дом теперь открыт для посетителей как музей, в котором документирована история Карла Лутца и его деятельности. У входа в старое будапештское гетто в 1991 году ему был установлен настенный памятник. Хотя более 400 000 венгерских евреев были убиты во время Холокоста, 125 000 выжили, половина из них — благодаря усилиям Карла Лутца.